# Heippes
Heippes je francouzská obec v departementu Meuse v regionu Grand Est. Žije zde 83 obyvatel.

## Poloha obce

### Sousední obce
| Růžice kompasu |                        | Souilly            |                           | Růžice kompasu |
| Růžice kompasu | Saint-André-en-Barrois | Sever              | Rambluzin-et-Benoite-Vaux | Růžice kompasu |
| Růžice kompasu | Saint-André-en-Barrois | Heippes            | Rambluzin-et-Benoite-Vaux | Růžice kompasu |
| Růžice kompasu | Saint-André-en-Barrois | Jih                | Rambluzin-et-Benoite-Vaux | Růžice kompasu |
| Růžice kompasu | Beausite               | Les Trois-Domaines |                           | Růžice kompasu |